# Paratemnoides curtulus
Paratemnoides curtulus es una especie de arácnido del orden Pseudoscorpionida de la familia Atemnidae.

## Distribución geográfica
Se encuentra en Camboya y Vietnam.